# 報仇 (電影)
《報仇》 是1970年張徹導演的功夫片，由姜大衛、汪萍領銜主演；狄龍客串主演。電影背景在1925年國民革命軍北伐前的北京，並著重於姜大衛的復仇過程。全片功夫的場面並不多，用刀以及柔道的場面不少。

## 劇情簡介
本片一開始以關玉樓(狄龍  飾)為主軸，其為戲班老闆兼演戲，有一武館師傅名為封開山(谷峰  飾)對關玉樓之妻花正芬頗感興趣，花正芬也與他有著曖昧情愫，然而此事被關玉樓察覺，並到其武館拆館，向封開山警告。
隔日，封開山與朋友打牌心不在焉。得知其因拆館一事仍鬱悶，在眾朋友建議下決定佈下天羅地網殺了關玉樓。
某日，他們在茶樓佈滿了手下。等了一會兒，關玉樓提著鳥籠前來，走上了二樓找了個位子坐了下來，叫了店小二過來。這時有人亮出了腰際上的斧頭，關玉樓察覺出事況不妙，於是與他們展開了一番打鬥，後卻因關玉樓身負多刀，且雙眼受傷，喪失了應變能力。於是重傷不治、倒地身亡。
次日，關小樓(姜大衛  飾)來到了北京，先找了間住宿的地方歇息，就此展開其一路的復仇過程...

## 人物角色
| 演員        | 角色     | 備註                                                                                             |
| ----------- | -------- | ------------------------------------------------------------------------------------------------ |
| 姜大衛      | 關小樓   | 關玉樓的弟弟 花正芳之情人 為報弒兄之仇先後殺死封開山及其徒弟、胡虎成及金志全 最後傷重死亡        |
| 汪萍        | 花正芳   | 花正芬之妹 關小樓之女友 關玉樓之小姨                                                             |
| 狄龍 (客串) | 關玉樓   | 關小樓之兄 花正芬之夫 花正芳之姐夫 被封開山及其徒弟於茶樓殺死                                    |
| 區燕青      | 花正芬   | 關玉樓之妻 關小樓之大嫂 花正芳之姊 被阿廣殺死                                                    |
| 谷峰        | 封開山   | 在一品香旅館被關小樓推落樓致死                                                                   |
| 賀賓        | 胡虎城   | 當地之軍閥 被關小樓殺死                                                                          |
| 川原        | 高鴻圖   | 副官 李七的上司，被其誤殺                                                                        |
| 楊志卿      | 金志泉   | 富商 利用關小樓殺害胡虎城 最後被關小樓殺死                                                       |
| 王清河      | 聞蘭亭   | 戲院經理 被金志全派手下殺死                                                                      |
| 王光裕      | 小斧頭   | 封開山的徒弟 於茶樓殺害關玉樓 於花正芳的床上被關小樓殺死                                         |
| 金童        | 快腿小黃 | 封開山的徒弟 於茶樓殺害關玉樓 於一品香旅館的升降機內被關小樓殺死                                 |
| 鄭雷        | 飛刀阿廣 | 封開山的徒弟 於茶樓殺害關玉樓 於花正芬之住所殺害花正芬後被關小樓拔出刺在花正芬的肚子上的飛刀殺死 |
| 王钟        | 鍊條老四 | 封開山的徒弟 於茶樓殺害關玉樓 於戲院用鍊條勒死關小樓未遂，反被關小樓用鍊條勒死                   |
| 陳星        | 神槍李七 | 高鴻圖、金志全的手下 誤殺高洪圖 被關小樓殺死                                                     |
| 劉剛        |          | 封開山的徒弟 於戲院被關小樓踢臉而死                                                              |
| 洪流        |          | 封開山的徒弟 於一品香旅館被關小樓拍着擔在口中的煙斗插喉而死                                      |
| 沈劳        | 王武     | 關小樓的朋友 在关小楼不在的时候照顾花正芳                                                        |

## 獎項
- 《亞洲影展》(1970年)
  - 最佳導演獎：張徹
  - 最佳男演員獎：姜大衛

## 相關連結
- 開眼電影網上《報仇》的資料（繁體中文）
- 香港影庫上《報仇》的資料（繁體中文）
- 豆瓣电影上《報仇》的資料 （简体中文）
- 时光网上《報仇》的資料（简体中文）
- AllMovie上《報仇》的资料（英文）
- 互联网电影数据库（IMDb）上《報仇》的资料（英文）
- YouTube上的邵氏Shaw - 姜大偉首奪亞洲影帝之作 - 報仇(Vengeance!) OP
- 影評: 張導有名的「暴力美學」在《報仇》此片表露無遺[永久]